# Aaron Gate
Aaron Gate (n. 26 noiembrie 1990, Auckland, Noua Zeelandă) este un ciclist neo-zeelandez, medaliat olimpic. A participat la trei ediții ale Jocurilor Olimpice (2012, 2016, 2020) în care a câștigat o medalie de bronz.